# Aaron Bridgers
Pour les articles homonymes, voir Bridgers.
Aaron Bridgers est un pianiste de jazz afro-américain né aux États-Unis le 10 janvier 1918 et mort en France le 3 novembre 2003.

## Biographie
Pianiste de bar réputé et révéré à Paris. À la fin des années 1950 et au début des années 1960, il était le pianiste de bar du Mars Club à Paris près des Champs-Élysées et jouait entre les sets du trio du pianiste afro-américain Art Simmons. Il joua pendant de nombreuses années au Concorde Lafayette jusqu'à la fin de sa carrière. Ami intime de Duke Ellington dès les années 1930, il fut très proche de Billy Strayhorn lorsque celui-ci devint l'alter ego de Duke. Il a été l'élève de Teddy Wilson (en 1942) et d'Art Tatum (1943 à 1948). Aaron Bridgers avait une grande maîtrise du jeu pianistique des années 1940-1950 dans lequel l'harmonisation de la main gauche en dixième tient une place essentielle. Il n'hésitait pas à transmettre son savoir à de jeunes pianistes.
Dans le téléfilm J'ai bien l'honneur de Jacques Rouffio tourné dans le cadre de la série télévisée Série noire, il obtient un rôle secondaire, celui d'un musicien.

## Discographie partielle
- Music For Dreaming (Aaron Bridgers (p), Terry Donoughue (g) & Herbert Marchl (b)). Enregistré à Paris, 2e moitié des années 1950 (LP 30 cm GEM 35). Un 45-tours publié par Symphonium (SEP 5), reprend 4 morceaux dont Summertime.

## Sources
- Aaron Bridgers plays Duke Ellington. Ed. Salabert 1985.